# Бейби Рекърдс
Бейби Рекърдс е италианска музикална компания основана през 1974 г. в Милано и просъществувала до 1990 г.
Компанията е специализирана в поп музиката, а през 80-те години на 20 век заедно с немската ZYX Music е най-големият продуцент и издател на итало диско денс музика.